# 罗恩-罗伯特·齐勒
罗恩-罗伯特·齐勒（德語：Ron-Robert Zieler，1989年2月12日—），是德国職業足球員，司職守门员，現效力於德甲球會科隆。

## 生平
2005年，刚满16岁的齐勒离开自己的家乡科隆与曼联签约，这是英国法律允许的签订职业合约最小年龄，但是与欧洲其它许多联赛规定的17岁相比却有一定的优势。齐勒被视为欧洲最被看好的年轻门将之一，2008年的欧洲U-19锦标赛中，他打满了德国队的所有比赛，帮助球队最终夺得冠军。
2008年11月27日他被外借到英甲球隊北安普顿直到2009年1月，雖然未獲上陣機會，借用期由原本1月初結束延至1月底，随后又延至2月25日。2月21日，齐勒首次代表北安普顿队出场比赛，帮助球队以2比0，3天后他又在客场1比1战平登场。由于转会窗外短期租借的最长期限为93天，北安普顿无法再延续齐勒的租借合同，齐勒只能回到曼联预备队。
2010年夏季齐勒通過試訓，獲得一紙兩年合約，回國加盟德甲球會漢諾威96，而他亦穿上恩克的退役球衣。
2011年8月，齐勒首次被征召入德国国家队，作为替补参加欧洲杯预选赛。

## 榮譽
国家队
- 世界杯足球赛冠军：2014
- 歐洲U-19足球錦標賽冠軍：2008年；

## 外部連結
- 足球数据库：罗恩-罗伯特·齐勒的球员统计数据